# Amiga 2000
L'Amiga 2000, également connu sous le nom de Commodore Amiga 2000, est un ordinateur haut de gamme à usage professionnel fabriqué par Commodore en 1987.
Les caractéristiques techniques de l'Amiga 2000 de base étaient très semblables à celles de l'Amiga 500, qui était le modèle grand public à usage familial. Les différences étant que l'Amiga 2000 disposait de cinq bus « Zorro II », des ports propriétaires, deux bus 16 bits ISA, deux bus 8 bits ISA, un bus de mise à jour du microprocesseur, et une horloge sauvegardée par batterie. Cette double configuration lui permettait d'intégrer un ordinateur compatible PC en option (carte Janus), soit 2 machines en une, se partageant certaines ressources, notamment vidéo. C'était une innovation technique pour l'époque.
Il était également possible d'y adjoindre une carte fille avec processeur 68020 (carte A2620) ou 68030 (carte A2630) et RAM 32 bits (Fast RAM) et contrôleur SCSI.
L'Amiga 2000 était livré dans un grand boîtier bureau, avec un clavier séparé comme un PC, au lieu de l'unité clavier des Amiga d'entrée de gamme.
Commodore UK a commercialisé une version de l'Amiga 2000 avec deux lecteurs de disquettes et aucun disque dur par défaut, qui a été vendu sous le nom d'Amiga 1500, mais qui était identique à l'Amiga 2000.
L'Amiga 2000 a été très utilisé dans le montage vidéo, ou dans de nombreuses émissions télévisées. Rappelez-vous "Hugo Délires", "Motus" ou "Pyramide"...
On le retrouve également dans le monde industriel, notamment à la NASA ou au CERN (notamment Cryogénie).

## Caractéristiques
| Chipset                 | OCS ou ECS |
| Processeur              | Motorola MC 68000 |
| Fréquence du processeur | 7.14 MHz |
| Mémoire vive            | 512 ko ou 1 Mo de base |
| Sons                    | 4 voix 8 bit PCM |
| Ports                   | Un port Serial RS-232 25 pin Un port Parallèle 25 pin Un port RGB vidéo 23 pin Un port pour disquette Port pour la souris 2 x 9 pin Deux port RCA audio pour la droit et la gauche Un port RCA Composite Un port DIN pour clavier à 5 pin |